# Прапор Коропа
Пра́пор Ко́ропа — квадратне полотнище, на синьому тлі якого білий короп, над яким жовта корона; по периметру прапор має лиштву (завширшки в 1/10 сторони) із білих і жовтих квадратів. Хоругва затверджена 24 травня 2001 року рішенням XIV сесії селищної ради XXIII скликання. 